# Star Wars: Darth Bane: Rule of two
Star Wars: Darth Bane: Rule of Two es una novela de ciencia ficción escrita por Drew Karpyshyn, publicada en 2007 por la editorial Del Rey, un sello de la editorial Random House. El libro continúa con los hechos narrados en la novela Star Wars: Darth Bane: Path of Destruction. No ha sido traducido al castellano, el título se podría traducir como Star Wars: Darth Bane: Regla de los dos.

## Contexto
El libro forma parte de lo que se conoce como Universo expandido dentro de Star Wars. La historia se ambienta unos mil años antes de los sucesos acontecidos en Star Wars: Episode IV - A New Hope, en la época de la Vieja República.
Este libro narra el adiestramiento de la aprendiz sith de Darth Bane, Darth Zannah tras la batalla de Ruusan.

## Argumento
El libro narra el aprendizaje de Zannah bajo la tutela de Darth Bane.
La historia comienza justo donde la dejó el anterior libro. Bane se encuentra en Ruusan junto con Zannah tras haber acabado con “Brotherhood of Darkness”, los hasta entonces Sith. Allí también se encuentra el tío de Zannah, Darovit, quien ha sobrevivido a la guerra y que abandona la vida de jedi/sith quedándose en el planeta como ermitaño.
Zannah comienza inmediatamente su adiestramiento recibiendo instrucciones para canalizar su ira recordando continuamente la muerte de su amiga. Aún en Ruusan, Zannah encuentra un manuscrito donde precisa que el lugar donde se encuentra la tumba de Freedon Nadd, un antiguo sith, es en Dxun, una luna de Onderon. Dejando allí a Zannah para que escape por sus propios medios, Bane se dirige hacia allí.
En Dxun, Bane consigue un holocrón, además es atacado por orbaliscos, unas criaturas parasitarias que se unen a su piel y lo convierten en invulnerable, y alimentados por el lado oscuro aumentan su fuerza física y sus habilidades en la Fuerza.
Diez años después, Zannah ya se ha convertido en una joven mujer adiestrada en las artes del lado oscuro y de la hechicería sith en particular.
En una misión en Serenno, Zannah descubre a un individuo llamado Hetton entrenado en el lado oscuro que se le ofrece como aprendiz, Zannah lo guía a Bane para que este lo mate y utilicen la sabiduría que este había acumulado durante años. En el duelo, Bane a punto está de matar a Zannah, lo que le hace pensar que quizá los orbaliscos le están afectando mentalmente, ya que lo están volviendo agresivo además de que no es capaz de crear holocrones.
Decide enviar a Zannah al templo Jedi para que investigue como eliminarlos del cuerpo mientras él va al planeta de la maestra de Hetton, Belia Darzu. En Coruscant Zannah tiene que huir llevándose a Darovit con ella, son perseguidos por unos jedi del antiguo "Ejército de la Luz" que acaban siendo asesinados por Bane y Zannah.
Bane acaba moribundo y huyen a Ambria en la búsqueda de un sanador existente en la zona, Caleb, quien ya había salvado a Bane diez años antes.
En Ambria, Caleb se niega a curar a Bane, y Zannah mostrando su verdadera lealtad a los Sith lo mutila haciendo creer a los Jedi que Darovit es el último de los Sith. Bane, una vez recuperado y sin los Jedi tras su pista, continúa el adiestramiento de Zannah.

## Personajes

### Darth Bane
Darth Bane fue uno de los más grandes Lores del Sith. La novela narra la época del adiestramiento de Zannah.

### Darth Zannah
Zannah es una niña que Bane había recogido en Ruusan tras esta haber matado a unos jedi sin siquiera haber recibido adiestramiento. Bajo el manto de Bane se convierte en una joven y poderosa hechicera Sith.

### Otros personajes
En la novela aparecen otros:
- Johun Othone; Jedi superviviente de Ruusan, protector del canceller.
- Valenthyne Farfalla; Maestro Jedi, cabeza visible de los Jedi.
- Darovit; antiguo aprendiz Jedi/Sith.
- Tarsus Valorum, canciller de la república quien reforma a los Jedi eliminando su ejército y convirtiéndolos en consejeros tras el fin de la guerra Jedi-Sith.

## Trilogía
La novela forma parte de la trilogía de “Darth Bane” junto con las novelas Star Wars: Darth Bane: Path of Destruction y Star Wars: Darth Bane: Dynasty of Evil.